# Exumirim
Exumirim, ou apenas Mirim, é, de acordo com a umbanda, uma linha de trabalho, ou classe de espíritos, com diversas denominações de falanges. Ainda dentro do ritual da religião, exus-mirins incorporam nos terreiros.

## História
Os Exus Mirins são espíritos que atuam na linha da esquerda da Umbanda. Popularmente chamados de "crianças da esquerda", essa ideia não é completamente correta, porque nem todos se apresentam com forma de crianças. Na verdade, alguns acreditam que os Exus Mirins estariam mais próximos dos arquétipos de adolescentes: rebeldes, em fase transitória, andando em bando e em busca de uma identidade.
Nem todos os terreiros trabalham com essa classe de entidades.
O autor Rubens Saraceni, em sua obra "Orixá Exu Mirim - Fundamentação do Mistério na Umbanda", define os Mirins como seres "encantados", que diferentemente de exus e pombagiras, nunca encarnaram. No entanto, há relatos de Exus Mirins que foram encarnados e passaram por diversas provações terrenas, como o Caveirinha de "Sou Caveirinha: Um Exu Mirim", de Joice Piacente, e o Toquinho da Calunga de "Toquinho: O Malandro Mirim", de Brunna Ferreira e Rafael Cavalcanti.
Exemplos de Exus-Mirins:
- Toquinho da Calunga
- Calunguinha
- Porteirinha
- Corisco
- Quebra-Toco
- Poeirinha
- Covinha
- Joãozinho Navalha;
- Brasinha;
- Foguinho;
- Zezinho da Encruzilhada;
- Pedrinho do Cemitério;
- Mariazinha do Cemitério;
- Chuvisco;
- Rosinha do Cemitério;
- João Caveirinha;
- Quebra Osso

Oferendas
Gostam de bala de tamarindo, Coca cola com pinga, cigarros amentolados, doces amargos, bananadas...
Dependendo de sua linha de trabalho, preferem receber seus agrados em ruas próximo a praças e encruzilhadas.